# الدوري القطري 1971–72
إحصائيات دوري نجوم قطر في موسم 1971-72.

## نظرة عامة
فاز السد بالبطولة.